# Piper premnospicum
Piper premnospicum är en pepparväxtart som beskrevs av M. Tebbs. Piper premnospicum ingår i släktet Piper och familjen pepparväxter. Inga underarter finns listade i Catalogue of Life.